# Marietta (Geòrgia)
Marietta és una població dels Estats Units a l'estat de Geòrgia. Segons el cens del 2000 tenia 58.478 habitants.

## Demografia
Segons el cens del 2000, Marietta tenia 58.748 habitants, 23.895 habitatges, i 13.022 famílies. La densitat de població era de 1.036,2 habitants/km².
Dels 23.895 habitatges en un 27,8% hi vivien nens de menys de 18 anys, en un 35,4% hi vivien parelles casades, en un 13,8% dones solteres, i en un 45,5% no eren unitats familiars. En el 32,8% dels habitatges hi vivien persones soles el 6,9% de les quals corresponia a persones de 65 anys o més que vivien soles. El nombre mitjà de persones vivint en cada habitatge era de 2,39 i el nombre mitjà de persones que vivien en cada família era de 3,05.
Per edats la població es repartia de la següent manera: un 22,4% tenia menys de 18 anys, un 14,1% entre 18 i 24, un 39,4% entre 25 i 44, un 15,7% de 45 a 60 i un 8,3% 65 anys o més.
L'edat mediana era de 30 anys. Per cada 100 dones de 18 o més anys hi havia 101,3 homes.
La renda mediana per habitatge era de 40.645 $ i la renda mediana per família de 47.340 $. Els homes tenien una renda mediana de 31.186 $ mentre que les dones 30.027 $. La renda per capita de la població era de 23.409 $. Entorn de l'11,5% de les famílies i el 15,7% de la població estaven per davall del llindar de pobresa.

## Poblacions més properes
El següent diagrama mostra les poblacions més properes.